# Grev Dahlborgs Hemmelighed
Grev Dahlborgs Hemmelighed er en dansk stumfilm fra 1914, der er instrueret af Eduard Schnedler-Sørensen efter manuskript af Palle Rosenkrantz.
Filmen har Nordisk Film neg. nr. 1112, men den er produceret af Valdemar Psilander selv og blev vist i samspil med hans varieté-optræden på Royal Orfeum i Budapest i Ungarn i februar og marts 1914. Filmen fremstår derfor ikke som et selvstændigt værk.

## Handling
Denne artikel mangler et handlingsreferat. Hjælp os med at skrive det.